# Fisteus (La Coruña)
Fisteus(llamada oficialmente Santa María de Fisteus) es una parroquia española del municipio de Curtis, en la provincia de La Coruña, Galicia.

## Entidades de población
Entidades de población que forman parte de la parroquia:
- Arada (A Arada)
- Bayuca (A Baiuca)
- Cabana (A Cabana)
- Carriceira (A Carriceira)
- Casanova (A Casanova)
- Cheira (A Cheira)
- Devesela (A Devesela)
- Iglesia (A Eirixe)
- Edreira (A Hedreira)
- Fraga (A Fraga)
- Graña (A Graña)
- Illana (A Illana)
- Insua (A Insua)
- Lagoa (A Lagoa)
- Alvite
- Pena (A Pena)
- Merelas (As Merelas)
- Pereiras (As Pereiras)
- Baldarís
- Balter
- Boipardo
- Campos
- Centeás
- Ciencasas (Cencasas)
- Couceiros
- Esmorís
- Estremil
- Fontá
- Godulfes
- Martín
- Mirás
- Busto (O Busto)
- Castro (O Castro)
- Codeso (O Codeso)
- Cruceiro (O Cruceiro)
- Fieital (O Fieital)
- Iglesario (O Igrexario)
- Outeiro (O Outeiro)
- Padreiro (O Padreiro)
- Pardiñeiro (O Pardiñeiro)
- Martiños (Os Martiños)
- Vilarbello (O Vilarvello)
- Pardiñeiras
- Piñeiro
- Porto
- Rabuñas
- Señor
- Vilares

## Despoblados
Despoblados que forman parte de la parroquia:
- Estanco (O Estanco)
- Penarrubia
- Portasbestas
- Zafrela

## Demografía
| Gráfica de evolución demográfica de Fisteus entre 2000 y 2019 |
|                                                               |
| Datos según el nomenclátor publicado por el INE.              |